# Volia kotlinka
Volia kotlinka (polsky Wołowa Kotlinka) je nejvyšší část Kotliny Žabích ples pod Volovým sedlom.

## Název
Je odvozen od polohy pod Volím chrbtom a vyplývá z faktu, že ještě v druhé polovině 19. století zde Mengusovčané pásli dobytek.